# Франтішек Рігер

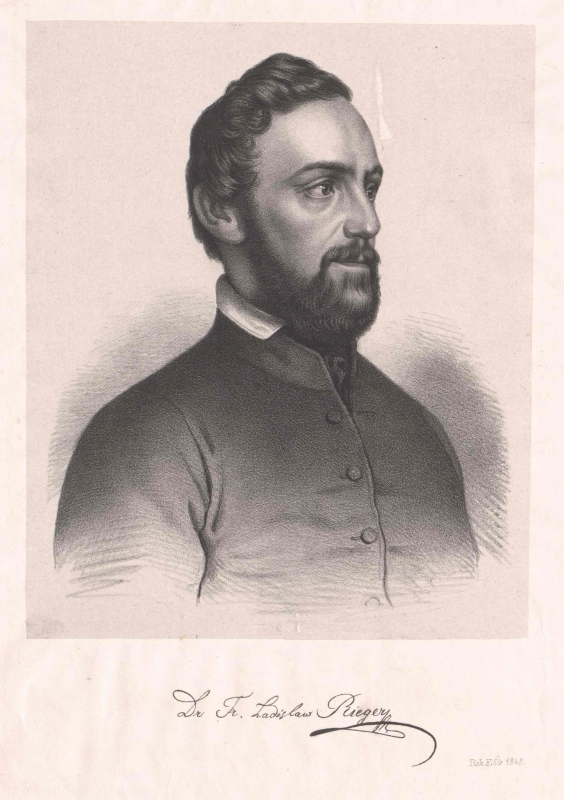

Франтішек Рігер (10 грудня, Богемія (нині в районі Семіли Ліберецького краю Чеської Республіки — 3 березня 1903, Прага, Австрійська імперія) — чеський політик і економіст. Один з творців чеського національного відродження, головний ідеолог австрославізму. Доктор права. Барон. Зять Ф. Палацького.